# Eugène Gruffat
Eugène Gruffat OFMCap, Taufname Alphonse, Ordensname Eugène de Rumilly (* 27. Dezember 1769 in Rumilly; † 28. März 1843 in Rom) war von 1838 bis 1843 der 52. Generalminister der Kapuziner.

## Leben

### Ausbildung und Exil
Alphonse Gruffat aus Rumilly in Savoyen absolvierte die Humaniora am Kolleg in Rumilly. 1786, mit 17 Jahren, trat er in Annecy in das Noviziat der Kapuziner ein und erhielt den Ordensnamen Eugenius. Am 22. September 1787 legte er die Ordensprofess ab. 1793 wurde er – da solches wegen der Terrorherrschaft im revolutionären Frankreich nicht möglich war – im Exil in Vigevano, Italien, zum Priester geweiht, gemeinsam mit Athanasius von S. Julien, seinem späteren Mitarbeiter. Danach studierte er zwei Jahre Medizin, möglicherweise um (im Untergrund in Frankreich) mit seinen medizinischen Kenntnissen eine Tarnung und leichteren Zugang zu den Menschen, insbesondere den Kranken, zu haben.

### Tätigkeit als Weltpriester
Von Vigevano wurde Gruffat in die Region Rätien (Kanton Graubünden) nach Santa Maria in Calanca geschickt. Dort blieb er bis 1800, nach der Schlacht von Marengo, die ihn zur Rückkehr nach Frankreich (Forez) zwang. Im Jahr 1800 war er in Saint-Paul-en-Jarez , ca. 1802 Missionar in Saint-Chamond, und schließlich bis 1805 Vikar in Rive-de-Gier. Diese Position war schwierig, da er mit einem staatlich vereidigten Pfarrer konfrontiert war; doch konnte Gruffat das Vertrauen der Gemeinde gewinnen und die größten Hindernisse überwinden. Es gelang ihm sogar, eine neue Kirche bauen zu lassen. 1805 wurde er zum Pfarrer der Kleinstadt Saint-Galmier bestellt, wo sich eine Reihe von Mitgliedern der antikonkordatären sog. Kleinen Kirche (Petite Église) zusammengefunden hatten.
Mit viel Geduld konnte Gruffat in den neun Jahren, die er in dieser Gemeinde verbrachte, viele davon zur römischen Obödienz zurückführen. Er kümmerte sich um geistliche Berufungen und konnte einige Kandidaten zum Priesteramt führen. Er rief die Brüder der christlichen Schulen und die Schwestern der Kongregation von Saint-Charles (wohl Borromäerinnen) zum Schulunterricht für die Kinder hinzu. Die Kirche ließ er (wie es heißt aus Ruinen) restaurieren und stattete sie mit einem prächtigen Marmoraltar aus, der im Relief die zwölf Apostel darstellt.
1814 ernannte ihn Kardinal Fesch, Erzbischof von Lyon, zum Pfarrer der Pfarrei Saint-Louis de La Guillotière in Lyon. Hier während der Herrschaft der Hundert Tage ernsthaft bedroht, musste er, um seinen Feinden zu entkommen, durch ein Fenster seiner Wohnung in die Tiefe klettern.

### Wiedererrichtung der Ordensprovinz Savoyen
Spätestens seit 1804, dem Todesjahr des letzten Provinzials der savoyardischen Kapuzinerprovinz vor der Revolution, Louis-Marie d’Aoste, beschäftigte sich Gruffat, den Rebord als „Mann der Tat“ („homme d’action“) charakterisiert, mit dem Gedanken, die Kapuzinerkonvente in Savoyen wiederherzustellen. Er wandte sich dazu an den vorletzten Provinzial, Antonin d’Evian, der aber wegen seines hohen Alters, er war 80, ablehnte.
Nachdem es ihm schließlich doch gelungen war, mehrere Gleichgesinnte um sich zu scharen, verabschiedete er sich von seiner Pfarrgemeinde und übernahm am 15. September 1817 – dazu vom Orden zum Generalkommissar bestellt – mit mehreren Mönchen (die Patres Zozime de Thonon und Georges de Laval, drei Laienbrüder und drei Postulanten) den Kapuzinerkonvent in Châtillon im Aostatal. In einer öffentlichen Zeremonie vor geistlichen und zivilen Würdenträgern legte Gruffat zusammen mit seinen Gefährten den Kapuzinerhabit wieder an, erneuerte seine Ordensgelübde und nahm seinen Ordensnamen Pater Eugène wieder an.
Nachdem ein Noviziat eingerichtet worden und es zu einem Zustrom von Neueintriten gekommen war, konnte Generalkommissar Gruffat von Châtillon aus weiter ausgreifen. Bald folgten (mit kirchlicher und privater, auch königlicher, Unterstützung) Niederlassungen in der Hauptstadt Chambéry (September 1818), La Roche-sur-Foron (1822), Yenne (1824) und Morges (1822). 1824 gab es in Savoyen fünf Klöster und rund fünfzig Ordensleute, so dass der Generalminister Ludovicus von Frascati, die Kustodie Savoyen gründen konnte (mit P. Eugène als Kustos). Eine Ordensprovinz wurde schließlich 1841 konstituiert.

### Missionsarbeit
Neben der äußeren Aufbauarbeit nahm Gruffat, der nicht vergessen hatte, dass die savoyardische Ordensprovinz vor der Revolution den Titel einer Missionsprovinz getragen hatte, die Missions- und Predigttätigkeit auf.
Nicht alle Stationen seines Wirkens sind überliefert, viele davon sind unbekannt. 1820 predigte er die Fastenexerzitien in der Kirche St. Mauritius in Annecy, 1822 in der Pfarrei Notre-Dame ebenda. 1826 hielt er dieselben Exerzitien in der Metropolitanstadt Chambéry, wie vor ihm 1819 Pater Céléstin de Romans und 1821 Pater Archange de Lyon. 1826 predigte er eine Mission in der Pfarrei St. Bonaventura in Lyon. Sein Hauptaugenmerk lag jedoch auf der Volksmission.
Von Mai bis Juni 1819 findet er sich in der Pfarrei Bellevaux im Chablais, wo drei Brüder so beeindruckt waren, dass sie in den Orden eintraten. Ende Juni 1821 hielt er die Osterexerzitien in Ugine (auch dort trat ein junger Mann ein, Eugène Tissot (1805–1890), der später als Ambroise d’ Ugine eine führende Rolle in der Ordensprovinz spielen sollte). Weitere Stationen waren die Pfarreien Sainte-Marie-de-Cuines (Januar 1828), Saint-Martin-de-la-Porte, ebenfalls in Maurienne (Mai 1828), Mâcot-la-Plagne in der Tarentaise (November 1828), Saint-André (Savoie) (November/Dezember 1828), Modane (Dezember 1828), Bloye (Januar 1829), Saint-Étienne-de-Cuines (Februar 1829), und schließlich Séez (Mai 1830). 

### In der Ordensleitung in Rom
1833 von Generalvikar Sigismondo da Ferrara, der ihn auf der Durchreise in Turin erlebt hatte, als Generaldefinitor nach Rom berufen, wurde er drei Jahre später (das genaue Datum ist nicht bekannt) zum Generalprokurator des Ordens bestellt. Es war im Gespräch, ihn zum Generalprovinzial aller Klöster der sardischen Judikate zu ernennen, aber Gruffaut schlug diese Position ebenso aus wie den ihm angetragenen Bischofssitz von Tarentaise. Nach dem Ende der Amtszeit des (in Spanien residierenden) Generalministers Juan de Valencia und des (in Rom residierenden) Generalvikars Sigismondo da Ferrara ernannte ihn Papst Gregor XVI., der ihn sehr schätzte, mit motu proprio vom 16. März 1838 zum Generalminister des Ordens der Minderbrüder Kapuziner mit Sitz in Rom.
Trotz seiner Gebrechlichkeit und seines Alters unternahm Gruffaut eine Generalvisitation, die er im Königreich Neapel begann, zu Fuß, und wenn es nicht anders ging, auf einem Esel. Von Neapel aus machte er sich auf den Weg nach Sardinien. 1840 nach Rom zurückgekehrt, organisierte er die Auslandsmissionen des Ordens neu, die durch die Französische Revolution, die den Zustrom von Berufungen hatte versiegen lassen, teilweise aufgegeben worden waren. Zu diesem Zweck gründete er in Rom ein Kolleg zur Ausbildung von Apostolatsanwärtern. Ein zweites sollte in Chambéry entstehen. Innerhalb von zwei Jahren entsandte er über 200 Missionare ins Ausland: Tunesien, die Barbareskenstaaten, Syrien, Indien, die beiden Amerikas und Rätien. In den Provinzen, die er nicht besuchen konnte, gründete er Klöster, setzte sich für den Wohlstand der bereits bestehenden Klöster in Südfrankreich ein, schickte Kapuziner nach Korsika und kam der Provinz Malta zu Hilfe. Mit Dekret vom 30. Januar 1841 erhob er die Kustodie Savoyen zur Provinz.

### Tod
Da sich sein Gesundheitszustand nicht besserte (er hatte deswegen schon 1840 von einer Reise nach Norditalien absehen müssen), richtete er eine Petition an den Papst, ihn von seinem Amt zu entbinden, die aber abgelehnt wurde. Er starb im Ruf der Heiligkeit am 28. März 1843 im Kloster der Unbefleckten Empfängnis, 73 Jahre alt.
Während der dreitägigen Aufbahrung des Leichnams füllte eine große Menschenmenge die Kirche des Klosters. Viele drängten sich nach vorne, um ihm die Hände zu küssen, und schnitten ihm Stücke aus seiner Kutte und Haare aus dem Bart. Es wurde auch von Wundern berichtet, die sich an seinem Sarg ereignet hätten.
Begraben wurde er nicht auf dem Klosterfriedhof, sondern – mit Sondergenehmigung des Papstes – in der  Kapuzinerkirche, in der Marienkapelle auf der Evangelienseite. Die Beerdigung hatte einen gewissen Glanz; der Kardinalprotektor selbst sprach die Absolutionsgebete. Zu Gruffauts Nachfolger ernannte Papst Gregor Luigi Petroni aus Bagnaia.

## Werke
- Cerimoniale ed ordinazioni date ed eseguite dagl’antichi padri dell’ordine dei Frati Minori Cappuccini / riprodotte in luce e proposte a tutti li religiosi dello stess'ordine dal padre Eugenio da Rumilly. Roma: dalla Tipografia del Collegio Urbano, 1841